# As-Sufi

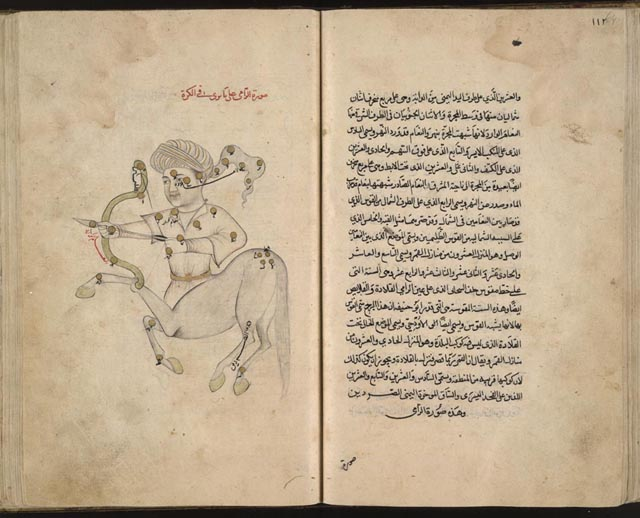
Stjärnbildernas bok

Abd ar-Rahman as-Sufi (arabiska: عبدالرحمن الصوفي, ‘Abd ar-Raḥmān aṣ-Ṣūfī), även Abd ar-Rahman Abu al-Husain, bäst känd som as-Sufi eller al-Sufi, i väst även Azophi, född 7 december 903, död 25 maj 986, var en persisk astronom.
Han levde vid emiren Adud ad-Daulas hov i Isfahan i Persien och arbetade med översättning och utökning av grekiska astronomiska verk, speciellt Almagest av Ptolemaios. Han bidrog med flera rättningar av Ptolemaios stjärnlista och gjorde sina egna uppskattningar av ljusstyrka och magnitud som ofta avvek från Ptolemaios'. As-Sufi identifierade det stora magellanska molnet, som är synligt från Jemen, dock inte från Isfahan; detta sågs inte av européer förrän Magellans resa på 1500-talet. 
As-Sufi var en viktig översättare till arabiska av alster av den i Alexandria centrerade hellenska astronomin och var den förste att försöka återge grekiskan med de traditionella arabiska sjtärnnamnen och konstellationerna, som var helt orelaterade och invecklat överlappade varandra. 
Han observerade att det ekliptiska planet lutar med hänsyn till den himmelska ekvatorn och uträknade mer större exakthet det tropiska årets längd. Han observerade och beskrev stjärnor, deras positioner, deras magnituder och deras färg, konstellation för konstellation. För varje konstellation tillhandahöll han två teckningar, en sedd ifrån utanför den himmelska sfären, en sedd ifrån insidan (såsom sett ifrån jorden). As-Sufi skrev även om astrolabiet och fann flera ytterligare användningsområden för detta. 
As-Sufi publicerade Stjärnbildernas bok år 964, en astronomisk katalog och atlas, vars innehåll bestod både av beskrivande text och bilder, där han delgav mycket av sitt arbete och sina upptäckter.

## Eftermäle
Nedslagskratern Azophi på månen och asteroiden 12621 Alsufi är uppkallade efter honom.